# Pauliku
Pauliku is een plaats in de Estlandse gemeente Jõhvi, provincie Ida-Virumaa. De plaats heeft de status van dorp (Estisch: küla).

## Bevolking
Het dorp had 70 inwoners op 31 december 2011 en 90 inwoners op 31 december 2021.

## Ligging
Pauliku ligt ten zuidwesten van de stad Jõhvi. De Tugimaantee 93, de secundaire weg van Ontika naar Ahtme, loopt langs Pauliku.